# حیوانات خانگی رهاشده

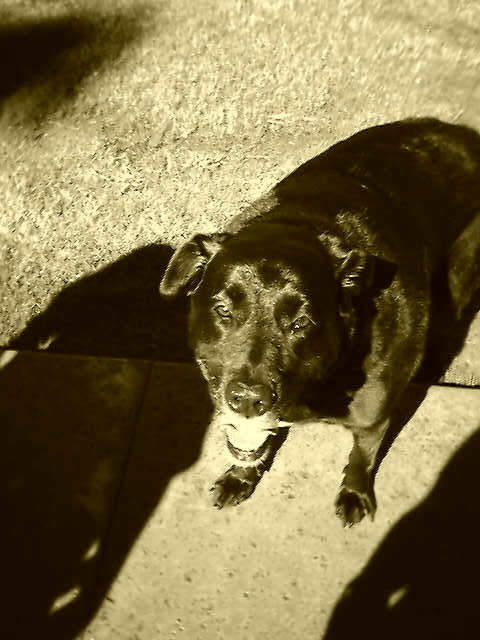
یک سگ رها شده

حیوانات خانگی رهاشده (به انگلیسی: Abandoned pets) جانوران همدمی هستند که یا سهواً یا عمداً توسط صاحبانشان رها می‌شوند، یا جانوران را در خیابان رها می‌کنند، یا آنها را در یک ملک خالی تنها می‌گذارند یا آنها را در پناهگاه حیوانات رها می‌کنند.
قوانین رفاه جانوران در بسیاری از ایالت‌های ایالات متحده، رها کردن حیوان خانگی را جرم می‌داند. بریتانیا قانون رها کردن حیوانات در سال ۱۹۶۰ را تصویب کرد که جرم را این‌گونه توصیف می‌کند: "اگر شخصی که مالک یا مسئول یا نگهدارنده حیوانی باشد و بدون دلیل یا عذر معقول آن را رها کند، خواه برای همیشه یا نه، در شرایطی که ممکن است سبب ایجاد هر گونه رنج غیرضروری برای حیوان یا مالک آن شود، به مالک اجازه می‌دهد تا آن را رها کند.
اغلب، هنگامی که حیوانات خانگی رها می‌شوند، ناچار می‌شوند از خودشان مراقبت کنند و ناگزیر ولگرد یا وحشی می‌شوند. گفته می‌شود که تعداد گربه‌های رمیده از سگ‌های وحشی بیشتر است و می‌توانند به اندازه‌ای در رفتار و خلق و خو چالش‌برانگیز باشند که امکان یافتن صاحب جدید را از خود سلب کنند. به‌طور کلی در مورد گربه های وحشی شده در اثر رها کردن، تنها برخی از گربه‌های تازه رهاشده و بچه گربه‌های وحشی بسیار جوان را می‌توان اهلی کرد. در چنین شرایطی بررسی مداخله برای جلوگیری از رهاسازی جانور هم‌دم از سوی مراجع مربوطه یک ضرورت محسوب میشود
جانوران ولگرد احتمال قرار گرفتن در معرض بیماری‌های مشترک بین انسان و دام مانند هاری را افزایش می‌دهند. گاز گرفتگی گربه یا خراشیدگی توسط جانوران ولگرد یا وحشی هشت برابر بیشتر از گاز گرفتن سگ است.
رها کردن حیوانات خانگی در طول بحران مالی ایالات متحده در سال‌های ۲۰۰۷–۲۰۰۸ افزایش یافت. در اوایل سال ۲۰۰۹، ASPCA توصیه‌هایی را برای افرادی که با سلب مالکیت و از دست دادن حیوانات خانگی خود روبرو هستند منتشر کرد، توصیه می‌کرد موقعیتی برای فرزندخواندگی یا فرزندخواندگی برای حیوان خانگی خود پیدا کنید، از قوانین اجاره املاک برای حیوانات خانگی آگاه باشید، و با پناهگاه‌های حیوانات و گروه‌های نجات حیوانات مشورت کنید.